# Cottunculus thomsonii
Cottunculus thomsonii är en fiskart som först beskrevs av Günther 1882.  Cottunculus thomsonii ingår i släktet Cottunculus och familjen paddulkar. Inga underarter finns listade i Catalogue of Life.